# 应县第二中学校
应县第二中学校，简称应县二中，是山西省应县的一所初中。
1976年建立校园，1977年秋天招收2个初中班。1978年始招高中班2个，成为一所完全中学。1996年高中班毕业后，高中停办，学校成为一所初级中学。2012年，学校有39个教学班，在校学生2620人，教职工160人。